# Unió Federalista de les Comunitats Ètniques Europees
La Unió Federalista de les Comunitats Ètniques Europees (francès Union fédéraliste des communautés ethniques en Europe (UFCE), alemany Föderalistische Union Europaïscher Volks-gruppen FUEV) és una organització no governamental creada el 1949 a Versalles, amb seu actual a Flensburg.
Està dotada d'un estatut participatiu dins el Consell d'Europa des del 1989 i des del 1995 a l'ONU.
Es tracta d'una reconstrucció del Congrés de les Nacionalitats (Nationalitäten Kongresse) constituït a Ginebra de 1918 a 1938, i que fou acusat d'alimentar les querelles irredemptistes. El seu fundador ha estat Joseph Martray, membre després de la Segona Guerra Mundial del Comitè Consultiu de Bretanya, i braç dret de Yann Fouéré, director del diari La Bretagne.

## Organitzacions membres
La UFCEE compta amb: 
- 44 organitzacions o partits membres titulars, entre ells el (Südtiroler Volkspartei, Unió Democràtica dels Hongaresos de Romania, Partit de la Coalició Hongaresa d'Eslovàquia) que alhora són membres del Partit Popular Europeu i compten tant amb eurodiputats com de diputats nacionals, així com Union Eslovena d'Itàlia, Aliança dels Hongaresos de Vojvodina.
- 40 membres observadors (llista que no està completa[2]).

En total, entre les 44 organitzacions membres titulars hi ha 12 associacions de minories alemanyes d'Europa central, oriental i de l'ex-URSS, i 6 associacions de minories no-alemanyes (frisons, danesos, polonesos, roms, sòrabs) a Alemanya i 2 d'Àustria (croats, eslovencs). Els dos altres països que tenen un nombre important d'organitzacions membres són Hongria (romanesos, alemanys, eslovacs i croats) i Rússia (alemanys, balkars, karatxais, grecs).

### Alemanya
- Societat Frisona (Friisk Foriining Arxivat 2007-10-19 a Wayback Machine.)
- Associació dels Frisons del Nord (Nordfriesischer Verein)
- Domowina sòrab (Zwjazk Luziskich Serbow Domowina Arxivat 2005-02-10 a Wayback Machine.)
- Unió dels Polonesos a Alemanya (Zwiazek Polakow w Niemczech Arxivat 2013-12-08 a Wayback Machine.)
- Consell central dels Sinti i dels Roma d'Alemanya (Zentralrat Deutscher Sinti und Roma)

### Àustria
- Consell dels Eslovens de Caríntia (Narodni Svet Korôskih Slovencev)
- Associació cultural croata de Burgenland (Hrvatsko Kulturno Drustvo)
- Unió cultural dels Rroms austriacs (Kulturverein österreichischer Roma)

### Dinamarca
- Unió dels Alemanys de Slesvig del Nord (Bund deutscher Nordschleswiger)

### Espanya
- Plataforma per la Llengua (des de 2018)[3]

### França
Cap dels principals partits regionalistes francesos (de centre i de centreesquerra), reagrupats al si de la federació Regions i Pobles Solidaris i de l'Aliança Lliure Europea, no s'adhereix, com a membre efectiu o observador, a l'UFCEE.
- Comité d'Acció Regional de Bretanya
- Partit per l'Organització d'una Bretanya Lliure (POBL)
- Elsass-Lothringischer Volksbund
- Cercle Michel de Swaen (Michiel de Swaenkring, Flamencs)

### Grècia
- Vinòjito (RAINBOW – European Movement, Macedonis)

### Hongria
- Associació cultural dels Romanesos d'Hongria
- Administració nacional autònome dels Alemanys d'Hongria (Landesselbstverwaltung der Ungarndeutschen Arxivat 2007-08-27 a Wayback Machine.)

### Itàlia
- Südtiroler Volkspartei (SVP, Partit Popular del Tirol del Sud, membre del Partit Popular Europeu)
- Unió General dels Ladins dels Dolomites (Union Generela di Ladins dla Dolomites)
- Unió Eslovena (Slovenska Skupnost - Unione Slovena, partit federat amb La Margherita a la regió del Friül-Venècia Júlia)

### Romania
- Comunitat dels Aromanesos de Romania (Fara Armaneasca dit Romania Arxivat 2007-06-30 a Wayback Machine.)
- Unió Democràtica dels Hongaresos de Romania (Romániai Magyar Demokrata Szövetség Arxivat 2016-03-10 a Wayback Machine., membre del Partit Popular Europeu))

### Sèrbia
- Aliança dels Hongaresos de Vojvodina (Vajdasági Magyar Szövetség Arxivat 2007-09-27 a Wayback Machine.)

### Eslovàquia
- Partit de la Coalició Hongaresa d'Eslovàquia (SMK, membre del Partit Popular Europeu) (esmenat com a membre de l'UFCEE a web del partit, però no pas a la de l'UFCEE)

### Suïssa
- Lia Rumantscha (Lia Rumantscha)

### República Txeca
- Unió nacional dels Alemanys de Bohèmia, Moràvia i Silèsia (Landesversammlung der Deutschen in Böhmen, Mähren und Schlesien)

## Dirigents
L'actual président (des del 1996) és Romedi Arquint, de la Lliga Romanx (Suissa). El bretó Joseph Martray fou secretari general el (1949-1952) i el també bretó Pierre Lemoine ha estat president el (1986-1990). Els sis vicepresidents són membre de les minories alemanyes de Dinamarca, germanòfona del Tirol del Sud, croata d'Àustria, cornuallès del Regne-Unti, sòrab i danesa d'Alemanya. El secretari general actual (1999-), Frank Nickelsen, com el precedent, Armin Nickelsen (1987-1999), és alemany de Dinamarca, els dos precedents (1974-1982, 1982-1987) foren danesos d'Alemanya.